# Neuburger
Il Neuburger è un vino bianco austriaco originario della Wachau. L'uva da cui si ottiene è un incrocio naturale di Roter Veltliner e Sylvaner. Il Neuburger offre per lo più vini robusti e pieni oppure leggeri e con un sapore neutro. Le qualità giovani sono speziate e floreali. Più tardi si sviluppano sapori di nocciola. L'uva è quindi molto indicata per vini di qualità (Qualitätswein) e vini di qualità superiore (Prädikat).

## Produzione
La coltivazione di quest'uva è fortemente in calo. Le ragioni sono essenzialmente due: il Neuburger offre un'eccellente qualità di vino, ma non può davvero competere con il più rinomato Grüner Veltliner; inoltre l'uva è facilmente soggetta alle malattie delle viti. Fortunatamente le vigne hanno una crescita molto rapida, si riprendono velocemente e si adattano a terreni aridi e poveri. La varietà è anche molto sensibile alle gelate, ed è a volte soggetta a oidio e peronospora. È molto sensibile alla Botrytis e i grappoli compatti non sono un vantaggio.

## Diffusione
- Austria: Rimane il paese di riferimento per il Neuburger, sebbene la sua coltivazione sia diminuita nel tempo. Attualmente (dati attorno al 2020-2022), si stimano circa 450-500 ettari coltivati [Fonte necessaria - verificare dato più recente Austrian Wine], concentrati principalmente nelle regioni della Bassa Austria, in particolare nella Wachau (sua culla d'origine), nella Thermenregion (dove dà vini spesso più corposi) e nel Burgenland, specialmente attorno al Leithaberg, dove i terreni calcarei e scistosi gli conferiscono particolare mineralità.[3]
- Repubblica Ceca: Rappresenta la seconda area di coltivazione più importante, specialmente nella regione vinicola della Moravia, dove occupa una superficie leggermente inferiore a quella austriaca e gode di una certa popolarità.[4]
- Slovacchia: Presente in misura minore rispetto alla Repubblica Ceca.
- Romania: Coltivato su piccole superfici.
- Altri Paesi: Storicamente presente in Ungheria e forse tracce in Russia, oggi la sua coltivazione al di fuori dei paesi menzionati è estremamente limitata o assente. Piccole parcelle potrebbero esistere in Germania.

## Caratteristiche del Vino (Vinificazione e Degustazione)
Il Neuburger viene vinificato principalmente come vino fermo secco. Tradizionalmente fermentato e affinato in grandi botti di legno neutro, oggi è comune anche la vinificazione in acciaio inox per preservare la freschezza aromatica. Talvolta si utilizza la fermentazione malolattica per aumentarne la morbidezza, data la sua acidità naturalmente moderata.

## Abbinamenti Gastronomici
Grazie alla sua struttura morbida, corpo medio e aromi delicati, il Neuburger si abbina bene a diversi piatti:
- Antipasti e piatti a base di verdure.
- Cucina austriaca tradizionale, come la Wiener Schnitzel o il Tafelspitz leggero.
- Pesce d'acqua dolce (trota, salmerino).
- Carni bianche (pollo, tacchino).
- Formaggi freschi o a media stagionatura.
- Piatti leggermente speziati, ma non eccessivamente piccanti.